# Dasein

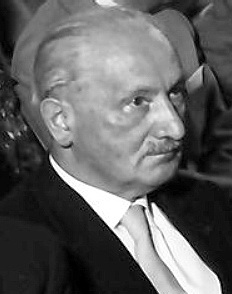
Martin Heidegger

Dasein is een door de Duitse filosoof Martin Heidegger vaak gebruikte term, waarmee hij onderscheid aanbrengt in verschillende vormen van het Zijn. Met 'Zijn' als voorwaarde, wordt Dasein het fysieke, empirische aanwezig zijn van het menselijke Zijn, in tegenstelling tot de dingen of Die entschlossene, dat een attributief karakter heeft.

## Verklaring
Een deel van Heideggers project in Sein und Zeit (Zijn en Tijd) bestaat eruit om een nieuwe filosofische taal te ontwikkelen. Deze taal heeft wortels in het alledaagse taalgebruik. Dit levert een vreemd terminologisch kader op. Het denken van Heidegger is bovendien erg genuanceerd. Woorden die sterk op elkaar lijken en van elkaar zijn afgeleid hebben vaak verschillende, maar verwante betekenissen en dit maakt het vrijwel onmogelijk om één, afzonderlijk 'Heideggeriaans' woord te begrijpen.
Dit geldt ook voor Da-sein (Nederlands: er-zijn, bestaan). De banale betekenis van er-zijn is eenvoudigweg 'mens'. Heidegger kiest echter de term er-zijn om aan te geven dat de mens een eigen zijnsgesteldheid heeft. Dat wil zeggen dat er-zijn een bepaalde manier van zijn is. Het er-zijn van de mens is een afzonderlijk soort van zijn. Dit impliceert echter niet dat het menselijke Zijn ook afgezonderd is van het Zijn in het algemeen. De motivatie achter Heideggers nieuwe terminologische apparaat is dat hij afstand wil nemen van begrippen als subject, cognitie en bewustzijn. Deze termen drukken immers een begrip van 'de mens' uit als "los van het Zijn".
Dit doet Heidegger omdat hij via een analyse van het er-zijn een toegang denkt te kunnen vinden tot kennis van het Zijn in het algemeen. Hij doelt hiermee niet op het Zijn als de verzameling van alle dingen (substanties bij Aristoteles) in de wereld. Het Zijn is niet het geheel van alle zijnden. Hij is daarentegen op zoek naar kennis van een meer omvattend begrip van Zijn; het Zijn van de zijnden tegenover het niet-Zijn. Hij noemt dit het Zijn als 'existentie'.
In de moderne filosofie wordt het Zijn tegemoet getreden vanuit het subject. Het 'Ik denk, dus ik ben' van Descartes is hiervan een duidelijk voorbeeld. Zo wordt als het ware een derde instantie gecreëerd naast het Zijn en het niet-zijn. Heidegger wil aangeven dat ook de mens behoort tot het Zijn en dus een bepaalde soort van Zijn kent; het er-zijn. En juist omdat het er-zijn als zijnde in een relatie tot het Zijn staat, is het voor dat er-zijn mogelijk het Zijn te ervaren en er kennis van op te doen.
De existentie van de mens is dan dus het zijn als er-zijn. Het 'er' in er-zijn verwijst hierbij naar het in-de-wereld-zijn (in-der-Welt-sein) van het er-zijn. Niet de ratio of het vermogen om zichzelf te overdenken is dus het belangrijkste kenmerk van de mens (zoals bij Aristoteles), maar het aanwezig zijn in de wereld en het in een relatie van begrip staan met dit zijn, is fundamenteel voor het er-zijn.
Er-zijn is het Zijn als ontologisch zijnde. Hiermee verwijst Heidegger naar dit fundamentele kenmerk van het er-zijn zoals hierboven omschreven. Het er-zijn is in staat om een ontologie (een verzameling van begrippen middels welke de wereld kan worden beschreven en begrepen) te creëren. Het ontologisch zijnde (het er-zijn) is dus het zijnde dat vraagt naar het eigen Zijn. 'Wie ben ik?', wordt zo bij Heidegger 'Hoe is mijn zijn?'
Deze vraag stelt het er-zijn vanuit een vooraf gegeven begrip van het Zijn, dat is opgesloten in het zijn als er-zijn (in het mens-zijn). Heidegger noemt dit "het existentiële". Dit kan worden beschreven als het zelfbegrip dat voorafgaand is en zo richting geeft aan de vraag naar het zijn
van een er-zijn als ontologisch zijnde.
Het voorafgegeven karakter van dit zelfbegrip leidt Heidegger af uit het feit dat het er-zijn een ontologisch en dus een vragend Zijn is. Om te kunnen vragen moet het er-zijn al een begrip van het Zijn hebben al was het maar vanwege het feit dat iedere vraag het woord Zijn of een
vervoeging ervan bevat. De vraag 'Wat is dit en dat zijnde?' vraagt naar de relatie tussen een zijnde (een ding) met het Zijn (de existentie). Dit komt tot uiting in het gebruik van het woord 'is' in de vraag op zich. De vraag wordt zo 'Hoe is dit of dat zijnde een onderdeel van het zijn
(de existentie)?' Zoals iedere fietser bijvoorbeeld fietser is omdat hij of zij fietst is ieder zijnde een zijnde omdat het 'zijnt' (is).
Het er-zijn is vervolgens existentiaal in de zin dat het in z'n Zijn bepaald is als in het bezit zijnde van een zijnsverstaan en zo op verschillende manieren existentieel kan zijn. Het er-zijn kan met andere woorden verschillende visies op zijn eigen zijn hebben en zo de manier waarop het existentieel is op verschillende manieren invullen.
Met het niveau van de existentialiteit brengt Heidegger een nieuwe laag aan in het Zijn. Existentialiteit is de samenhang tussen existentiële structuren. Omdat het er-zijn vanuit zijn wezen als vragend zijn een voorbegrip van de existentie moet hebben, denkt Heidegger via de analyse
van de samenhang van de existentiële structuren die het er-zijn in het verleden heeft gekend tot kennis te kunnen komen van de existentialiteit van het er-zijn. Om werkelijk naar de existentie te kunnen vragen moet het er-zijn zijn existentie dus ontstijgen. Kennis van de existentie kan met
andere woorden niet voortkomen door binnen een bepaalde ontologie te blijven hangen en zo naar de existentie te kijken, omdat men dan nooit voorbij het existentiële komt. Alle existentiële structuren hebben echter gemeen dat ze existentiaal zijn in de zin van dat ze een 'versie' zijn van
de existentie.
Samengevat moet het begrip er-zijn dus worden begrepen als een andere term voor het begrip 'mens', dat kan worden gebruikt in een existentiale analyse; een analyse van de existentiële structuren van het er-zijn in verschillende perioden.
De studie van de existentie (het Zijn) wordt zo in een historisch perspectief geplaatst. Dit is een deel van de verklaring van de titel Sein und Zeit. Een ander deel van deze verklaring is dat het er-zijn niet alleen fysiek in-de-wereld-is, maar ook historisch. Het er-zijn is in de wereld geworpen en zo ook in de tijd.